# Riccardo Freda
Pour les articles homonymes, voir Freda.
Riccardo Freda, né le 24 février 1909 à Alexandrie, Égypte et mort le 20 décembre 1999 à Rome est un réalisateur, scénariste, chef monteur, chef décorateur et acteur italien.

## Carrière
Riccardo Freda est un des maîtres du cinéma populaire italien, avec Carmine Gallone, Alessandro Blasetti et une poignée d'autres, reconnu comme un authentique auteur par la critique la plus exigeante. Il réalise pendant trois décennies, parfois sous le pseudonyme de Robert Hampton, aventures historiques, mélodrames, action et horreur.
Après avoir débuté en tant qu'acteur, scénariste et assistant-réalisateur dans Les Robinsons de la mer de Flavio Calzavara, il devient metteur en scène en 1942 avec l'adaptation de la pièce de Dumanoir et Adolphe d'Ennery, Don César de Bazan, avec Gino Cervi en vedette, qui a été décrit comme un « chef-d'œuvre » par Leo Longanesi. Et puis il tourne Toute la ville chante, au scénario duquel collaborent Federico Fellini et Steno, et surtout L'Aigle noir (1946) qui convoque Alexandre Pouchkine, Mario Monicelli et Rossano Brazzi en vedette, et donne lieu à une suite : La Vengeance de l'Aigle noir (1951). Il dirige ensuite le Portugais Antonio Vilar dans Guarany puis d'excellentes adaptations d'Alexandre Dumas et surtout Victor Hugo (Les Misérables avec un saisissant Cervi), Le Chevalier mystérieux avec Vittorio Gassman en Giacomo Casanova, le mélodrame Le Passé d'une mère, sur une histoire d'Ennio De Concini, avec Gianna Maria Canale, compagne et interprète privilégiée de Freda. Il met aussi en scène le chanchada O Caçula do Barulho au Brésil.
Freda donne coup sur coup trois chefs-d'œuvre : les péplums Spartacus (1953, avec Massimo Girotti dans le rôle-titre) et Théodora, impératrice de Byzance (1954), le fantastique Les Vampires (1956), tous avec Canale. Pour Freda, le cinéma c'est avant tout « l'action, l'émotion, la tension, la vitesse » et ce qui l'intéresse, ce n'est pas « l'homme banal, l'homme de tous les jours » mais « le héros », « l'homme qui vit de grands moments, de grands conflits ». Contrairement à d'autres réalisateurs de cette période, comme Antonio Margheriti et Mario Bava, Freda a eu l'occasion de travailler sur des films aux budgets plutôt élevés, obtenant d'excellents résultats techniques. Freda a déclaré que le négatif de son Spartacus avait été acheté pour 50 000 dollars par les producteurs du Spartacus de Stanley Kubrick afin d'empêcher sa réédition pour qu'il ne fasse pas concurrence au film américain.
Le succès international de ces films confère un prestige supplémentaire à Freda qui a pour vedettes dans ses films suivants Micheline Presle (Le Château des amants maudits), Edmund Purdom et Geneviève Page (Guet-apens à Tanger). Il débute ensuite un cycle fécond de péplums musculeux qui comprend Le Géant de Thessalie avec Roland Carey et Massimo Girotti, Le Géant à la cour de Kublai Khan avec Gordon Scott et Maciste en enfer avec Kirk Morris, outre Sous le signe de Rome et Les Mongols avec Anita Ekberg et L'Or des Césars avec Jeffrey Hunter et Mylène Demongeot, pour lesquels il n'est pas crédité. À la même époque, Freda signe La Charge des Cosaques (1959) d'après Léon Tolstoï, avec Steve Reeves, première star du genre. 
À côté de ces films, Freda s'illustre aussi en maître du fantastique avec Caltiki, le monstre immortel et surtout L'Effroyable Secret du docteur Hichcock et sa suite Le Spectre du professeur Hichcock, avec l'anglaise Barbara Steele. Il préfigure également le genre poliziottesco avec Chasse à la drogue en 1961.
Après Sept épées pour le roi d'après son cher Adolphe d'Ennery, Riccardo Freda s'attelle à deux monuments du mélodrame : Roméo et Juliette d'après Shakespeare (1964) et Les Deux Orphelines d'après Adolphe d'Ennery (1965), et enchaîne avec deux films d'action (Coplan FX 18 casse tout et Coplan ouvre le feu à Mexico) et le drame criminel Roger la Honte avec Georges Géret et la Grecque Irène Papas. Il s'essaie même au western sur Quand l'heure de la vengeance sonnera (1967, avec Mark Damon en vedette), sous le pseudonyme de George Lincoln. Dans ces trois derniers films, Freda sera épaulé par la Français Yves Boisset en tant que réalisateur de la seconde équipe. Freda revient ensuite au giallo pour Liz et Helen, sur une histoire de Lucio Fulci et avec Klaus Kinski comme interprète, L'Iguane à la langue de feu avec l'Allemande Dagmar Lassander en vedette et enfin le film de maison hantée Estratto dagli archivi segreti della polizia di una capitale europea avec l'Américaine Camille Keaton. Il effectue son dernier travail, avec le soutien de son admirateur Bertrand Tavernier, sur La Fille de d'Artagnan (1994), et meurt cinq ans plus tard.
Dans ses mémoires, Divoratori di celluloide, il donne sa définition du film d'épouvante :

« Rien à voir avec la représentation objective d'un monstre. C'est un gadget que je considère de qualité inférieure, un peu comme le papier mâché au carnaval de Viareggio qui sert à effrayer les plus naïfs. [L'épouvante, selon Freda,] est ce qui est ancré en nous dès la naissance. Il s'agit d'une terreur atavique qui remonte probablement aux débuts de l'homme des cavernes, lorsque les êtres qui formaient la transition entre le singe et les premiers humanoïdes se cachaient au fond de leurs grottes, faiblement éclairés par la lueur de quelque foyer, tandis qu'au dehors, dans l'immense obscurité de ces nuits sans fin, se déchaînaient des tempêtes d'une violence apocalyptique ("déluge universel") et que résonnaient les aboiements et les rugissements effrayants de bêtes gigantesques. »

— Riccardo Freda

## Filmographie

### Réalisateur et scénariste
Longs métrages
- 1942 : Don César de Bazan (Don Cesare di Bazan)
- 1945 : Non canto più
- 1945 : Toute la ville chante (Tutta la città canta)
- 1946 : L'Aigle noir (Aquila nera)
- 1948 : Les Misérables ou L'Évadé du bagne (I miserabili)
- 1948 : Le Chevalier mystérieux (Il cavaliere misterioso)
- 1948 : Guarany
- 1949 : Le Fils de d'Artagnan (Il figlio di d'Artagnan)
- 1949 : Le comte Ugolin (Il conte Ugolino)
- 1949 : O Caçula do Barulho
- 1951 : La Vengeance de l'Aigle noir (La vendetta di Aquila Nera)
- 1951 : Trahison (Il tradimento)
- 1951 : Le Passé d'une mère (Vedi Napoli e poi muori)
- 1952 : La leggenda del Piave
- 1953 : Spartacus (Spartaco)
- 1954 : Théodora, impératrice de Byzance (Teodora imperatrice di Bisanzio)
- 1955 : Da qui all'eredità
- 1956 : Le Château des amants maudits (Beatrice Cenci)
- 1957 : Les Vampires (I vampiri)
- 1959 : Caltiki, le monstre immortel (Caltiki - il mostro immortale)
- 1960 : Guet-apens à Tanger (Agguato a Tangeri)
- 1960 : Le Géant de Thessalie (I giganti della Tessaglia)
- 1960 : La Charge des Cosaques (Agi Murad, il diavolo bianco)
- 1961 : Chasse à la drogue (Caccia all'uomo)
- 1961 : Le Géant à la cour de Kublai Khan (Maciste alla corte del Gran Khan)
- 1962 : Sept épées pour le roi (Le sette spade del vendicatore)
- 1962 : Maciste en enfer (Maciste all'inferno)
- 1962 : L'Effroyable Secret du docteur Hichcock (L'orribile segreto del Dr. Hichcock)
- 1963 : Le Spectre du professeur Hichcock (Lo spettro)
- 1963 : L'Aigle de Florence (Il magnifico avventuriero)
- 1964 : Les Deux Orphelines (Le due orfanelle)
- 1964 : Roméo et Juliette (Romeo e Giulietta)
- 1964 : Geneviève de Brabant (Genoveffa di Brabante)
- 1965 : L'Aigle de Florence (Il magnifico avventuriero)
- 1965 : Coplan FX 18 casse tout (Agente 777 missione Summergame)
- 1966 : Roger la Honte (Trappola per l'assassino)
- 1967 : Coplan ouvre le feu à Mexico (Moresque - Obiettivo allucinante)
- 1967 : Quand l'heure de la vengeance sonnera (La morte non conta i dollari)
- 1969 : Liz et Helen (A doppia faccia) (crédité comme Robert Hampton)
- 1970 : La Salamandre du désert (La salamandra del deserto)
- 1971 : L'Iguane à la langue de feu (L'iguana dalla lingua di fuoco) (sous le nom de « Willy Pareto »)
- 1972 : Estratto dagli archivi segreti della polizia di una capitale europea (sous le nom de « Robert Hampton »)
- 1981 : Angoisse (Follia omicida)

Courts métrages
- 1950 : Magia a prezzi modici
- 1951 : L'astuto barone (ovvero l'eredità contesa)
- 1951 : Tenori per forza
- 1953 : Les Mosaïques de Ravenne (I mosaici di Ravenna)

### Réalisateur de laseconde équipe
- 1938 : Les Robinsons de la mer (Piccoli naufraghi) de Flavio Calzavara (également scénariste)
- 1958 : Sous le signe de Rome (Nel segno di Roma) de Guido Brignone
- 1961 : Les Mongols (I mongoli) d'André de Toth et Leopoldo Savona
- 1962 : Seul contre Rome (Solo contro Roma) de Luciano Ricci
- 1963 : L'Or des Césars d'André de Toth et Sabatino Ciuffini
- 1987 : La Passion Béatrice de Bertrand Tavernier
- 1994 : La Fille de d'Artagnan de Bertrand Tavernier (quelques jours de tournage, non crédité)

### Scénariste seulement
- 1937 : Lasciate ogni speranza (it) de Gennaro Righelli
- 1938 : L'allegro cantante (it) de Gennaro Righelli
- 1938 : La voce senza volto (it) de Gennaro Righelli
- 1938 : Fuochi d'artificio de Gennaro Righelli
- 1938 : Il cavaliere di San Marco (it) de Gennaro Righelli
- 1938 : Il barone di Corbò (it) de Gennaro Righelli
- 1939 : In campagna è caduta una stella d'Eduardo De Filippo
- 1940 : Cento lettere d'amore (it) de Max Neufeld
- 1940 : La granduchessa si diverte (it) de Giacomo Gentilomo
- 1941 : Caravaggio, le peintre maudit (Caravaggio, il pittore maledetto) de Goffredo Alessandrini
- 1941 : L'avventuriera del piano di sopra de Raffaello Matarazzo
- 1941 : Notte di fortuna de Raffaello Matarazzo
- 1943 : Buongiorno, Madrid! (it) de Gian Maria Cominetti (it)
- 1945 : L'abito nero da sposa de Luigi Zampa
- 1950 : Valse d'une nuit (Notte di fortuna) de Raffaello Matarazzo[5]

### Monteur
- 1938 : Les Robinsons de la mer de Flavio Calzavara
- 1941 : L'avventuriera del piano di sopra de Raffaello Matarazzo
- 1945 : Toute la ville chante (Tutta la città canta)
- 1945 : 07... tassì d'Alberto D'Aversa (it)
- 1956 : Le Château des amants maudits (Beatrice Cenci) de Riccardo Freda
- 1960 : La Charge des Cosaques (Agi Murad, il diavolo bianco) de Riccardo Freda
- 1971 : L'Iguane à la langue de feu (L'iguana dalla lingua di fuoco) de Riccardo Freda
- 1981 : Angoisse (Follia omicida) de Riccardo Freda

### Décorateur
- 1994 : Une femme en péril (My Name Is Kate) de Rod Hardy
- 1994 : La Détresse invisible (en) (For the Love of Nancy) de Paul Schneider (en)
- 1995 : Face au silence (A Family Divided) de Donald Wrye (en)

### Acteur
- 1938 : Les Robinsons de la mer de Flavio Calzavara : Le professeur (sous le nom de Riccardo Santelmo)
- 1941 : Crépuscule d'Henry Hathaway : Le pilote (non attribué au générique)
- 1957 : Les Vampires (I vampiri) de Riccardo Freda et Mario Bava : Le docteur (non attribué au générique)
- 1989 : Un tour de manège de Pierre Pradinas : Riccardo, le réalisateur